# Стуртор'єт
Стуртор'єт (швед. Stortorget [stuːrtɔrjɛt] Велика площа) — найстаріша площа в історичному центрі Стокгольма в районі Гамла-Стан. У XII столітті на місці площі розташовувався міський ринок, а також основні джерела питної води; сьогодні вона є центром міста.
У раннє середньовіччя тут був ринок і криниця, тут проводилися збори міських рад і мітинги жителів. 
Також тут були встановлені колодка та ганебний стовп під назвою «kåken», вперше згаданий у зв’язку з т. зв. вбивством Кеплінге (швед. Käpplingemorden) у першій половині 15 ст. 
Спочатку стовп розташовувався у верхній частині тюремної стіни, а потім під час будівельних робіт, пов'язаних з будівлею Шведської фондової біржі, його перенесли на площу Норрмальмсторг у 1771 році.
Ринкова площа зберегла колишній вигляд на західному фасаді, де, розташовані червона кам’яниця Шанця і вузька кам'яниця Сефрідто (обидві з 1650 року). Репрезентативного характеру вона набула лише після побудови біржі.
Площа з'явилася невдовзі після заснування Стокгольма (між 1187 та 1252 роками). 
Першу згадку нинішньої назви знайдено у документі 1420 року, раніше вона називалася Bytorget, або просто Torget («площа»). 
На початку XVI століття площа була найважливішою у місті та служила центром торгової та адміністративної діяльності.
У листопаді 1520 року на площі були страчені багато представників місцевої знаті — противники данського короля Кристіана II, в ході подій, відомих як «Стокгольмська кривава баня». 1575 року тут була відкрита перша в Швеції аптека.
На площі розташована будівля Біржі (швед. Börshuset), яку займають Шведська академія, Церква святого Миколая, музей Нобелівської премії та Нобелівська бібліотека. Тут починається найстаріша вулиця Стокгольма — Кемпангатан.